# 하프시아 헤르지
하프시아 헤르지(Hafsia Herzi, 1987년 1월 25일 ~ )는 프랑스의 배우, 영화 감독이다.

## 출연 작품
- 생선 쿠스쿠스 (2007)
- 라폴로니드: 관용의 집 (2011)
- 섹스돌 (2016)